# Крістіан Насаріт
Крістіан Назаріт (ісп. Cristian Nazarit, нар. 13 серпня 1990, Вілья-Ріка) — колумбійський футболіст, що грав на позиції нападника. Відомий за виступами в низці колумбійських та закордонних клубів. Володар Кубка Колумбії.

## Ігрова кар'єра
Крістіан Назаріт народився 1990 року в колумбійському місті Вілья-Ріка, та є вихованцем футбольної школи клубу «Америка де Калі». Професійну футбольну кар'єру розпочав 2007 року в основній команді клубу, в якій того року провів 13 матчів чемпіонату.
У 2008 році футболіст перейшов до складу клубу «Санта-Фе», в якому грав до 2010 року, та був одним з головних бомбардирів команди, відзначившись 22 забитими голами в 60 проведених матчів за клуб. У складі «Санта-Фе» Насаріт у 2009 році став володарем Кубка Колумбії.
У 2011 році Крістіан Насаріт став гравцем клубу МЛС «Чикаго Файр», проте після проведеного року за кордоном повернувся на батьківщину до клубу «Депортіво Калі». 2013 рік нападник розпочав у колумбійському клубі «Ітагуї», проте протягом року перейшов до чилійського клубу «Депортес Консепсьйон». У 2014 році Насаріт перейшов до японського клубу «Ґіфу», де відзначився бомбардирськими здібностями, забивши 17 голів у 34 матчах за клуб. У 2015 році колумбійський нападник грав у іншому японському клубі «Консадолє Саппоро», після чого повернувся на батьківщину до клубу «Депортіво Пасто». У 2017 році Насаріт грав у колумбійському клубі «Індепендьєнте Медельїн». Завершив ігрову кар'єру футболіст у команді «Аль-Аглі», за яку виступав протягом 2017—2018 років.

## Виступи за збірну
У 2017 році Крістіан Насаріт грав у складі юнацької збірної Колумбії на юнацькому чемпіонаті світу. У 2009 році у складі молодіжної збірної Колумбії футболіст грав на молодіжному чемпіонаті Південної Америки, на якому колумбійська молодіжка зайняла п'яте місце.

## Титули і досягнення
- Володар Кубка Колумбії (1):

«Санта-Фе»: 2009